# Линейная независимость

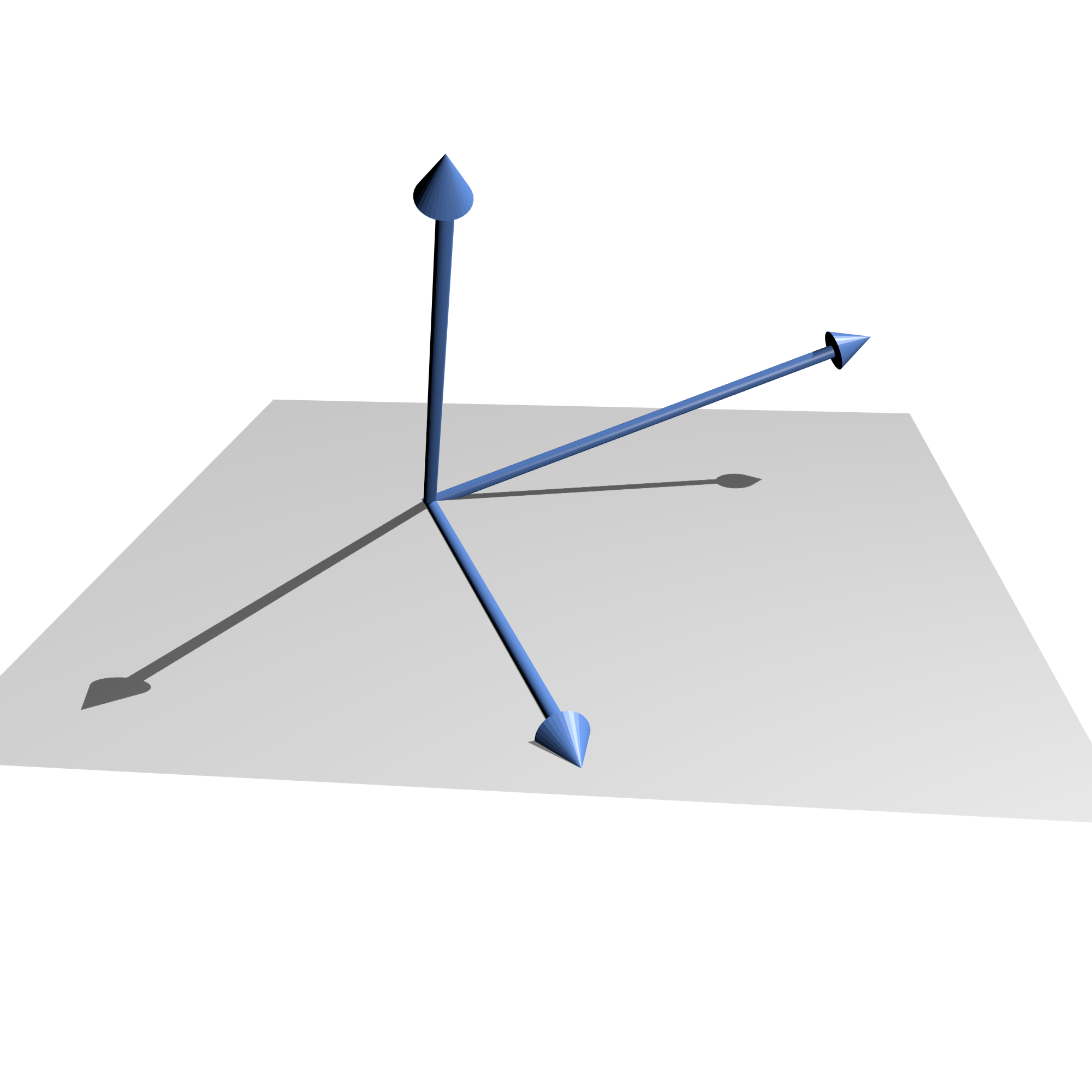
Линейно независимые векторы в R^{3}

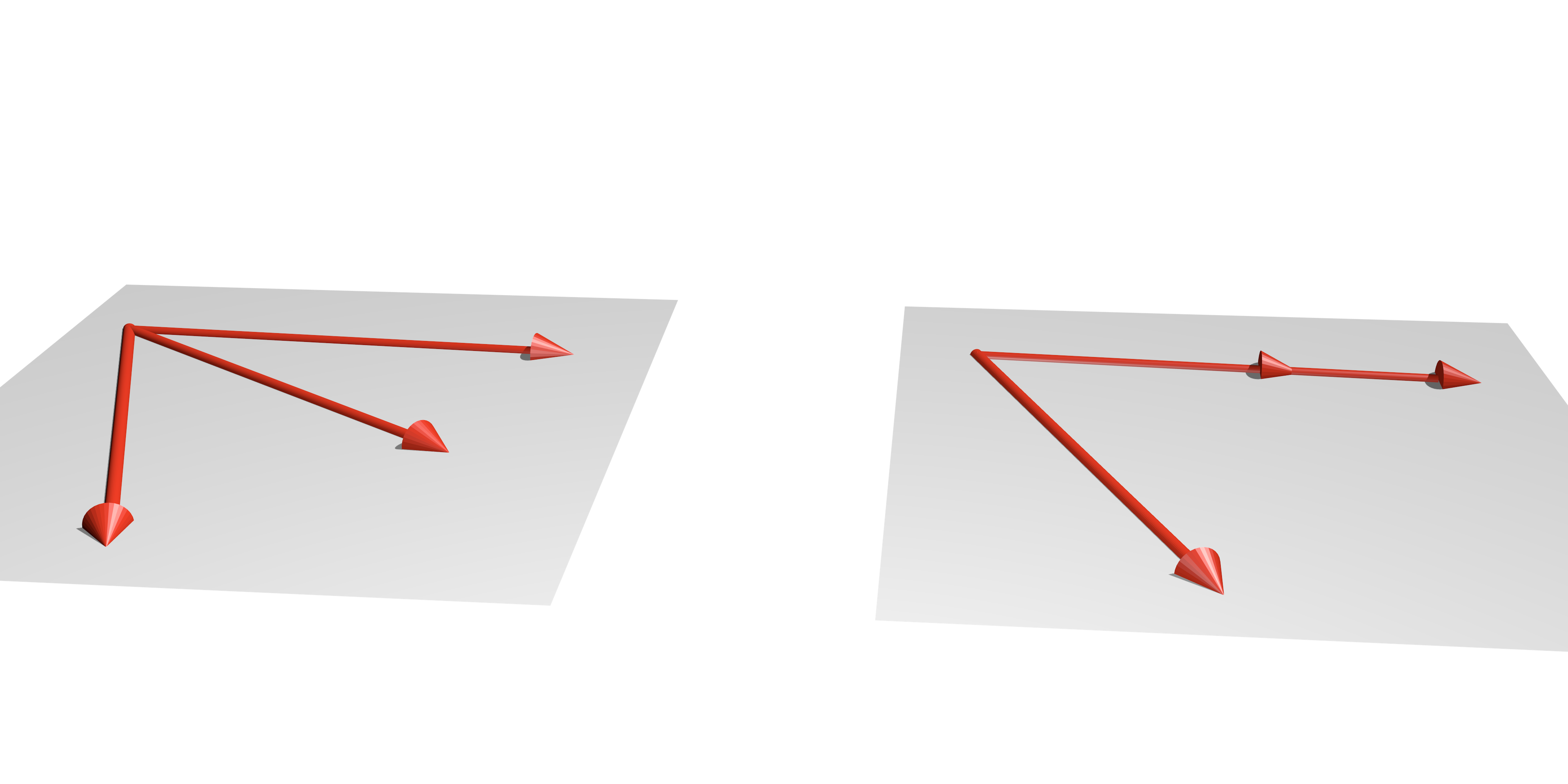
Линейно зависимые векторы на плоскости в R^{3}

В линейной алгебре линейная зависимость — это свойство, которое может иметь подмножество линейного пространства. При линейной зависимости существует нетривиальная линейная комбинация элементов этого множества, равная нулевому элементу. При отсутствии такой комбинации, то есть, когда коэффициенты единственной такой линейной комбинации равны нулю, множество называется линейно независимым.

## Пример
В {\displaystyle \mathbb {R} ^{3}} векторы {\displaystyle (1,0,0)}, {\displaystyle (0,1,0)} и {\displaystyle (0,0,1)} линейно независимы, так как уравнение
{\displaystyle a_{1}\cdot (1,0,0)+a_{2}\cdot (0,1,0)+a_{3}\cdot (0,0,1)=(0,0,0)\quad a_{i}\in \mathbb {R} }
имеет только одно — тривиальное — решение.
Векторы {\displaystyle (1,0,0)} и {\displaystyle (5,0,0)} являются линейно зависимыми, так как
{\displaystyle (1,0,0)\cdot 5=(5,0,0),}
а, значит,
{\displaystyle -5\cdot (1,0,0)+1\cdot (5,0,0)=(0,0,0).}

## Определение
Пусть {\displaystyle V} будет линейное пространство над полем {\displaystyle K} и {\displaystyle M\subseteq V}. {\displaystyle M} называется линейно независимым множеством, если любое его конечное подмножество является линейно независимым.
Конечное множество {\displaystyle M'=\{v_{1},v_{2},...,v_{n}\}} называется линейно независимым, если единственная линейная комбинация, равная нулю, тривиальна, то есть все её коэффициенты равны нулю:
{\displaystyle a_{1}v_{1}+a_{2}v_{2}+\ldots +a_{n}v_{n}=0\quad \Rightarrow \quad a_{1}=a_{2}=\ldots =a_{n}=0.}
Если существует такая линейная комбинация с минимум одним {\displaystyle a_{i}\neq 0}, {\displaystyle M'} называется линейно зависимым. Обратите внимание, что в первом равенстве подразумевается {\displaystyle 0\in V}, а во втором {\displaystyle 0\in K}.

## Свойства
- {\displaystyle 0\in M\Rightarrow M} линейно зависимо.
- {\displaystyle M} линейно независимо {\displaystyle \Rightarrow } {\displaystyle M'} линейно независимо для всех {\displaystyle M'\subseteq M}.
- {\displaystyle M} линейно зависимо {\displaystyle \Rightarrow } {\displaystyle M'} линейно зависимо для всех {\displaystyle M'\supseteq M}.

## Применение
Линейные системы уравнений
Линейная система {\displaystyle n} уравнений, где {\displaystyle n} — количество переменных, имеет однозначное решение тогда и только тогда, когда столбцы её основной матрицы являются линейно независимыми.
Ранг матриц
Ранг матрицы равен максимальному числу её линейно независимых строк или столбцов.
Геометрический смысл
- Векторы {\displaystyle {\vec {a}}} и {\displaystyle {\vec {b}}} линейно зависимы тогда и только тогда, когда они коллинеарны (лежат на параллельных прямых).
- Векторы {\displaystyle {\vec {a}},\;{\vec {b}},\;{\vec {c}}} линейно зависимы тогда и только тогда, когда они компланарны (лежат в одной плоскости).

Базис
Базис линейного пространства является максимальным множеством линейно независимых векторов (максимальность понимается в том смысле, что при добавлении к этому множеству любого вектора этого пространства новое множество уже не будет линейно независимым).